# Takfarinas Ouchène
Takfarinas Ouchène (en arabe : تاكفاريناس أوشن) est un footballeur algérien né le 28 octobre 1993 à El Mouradia dans la wilaya d'Alger. Il évolue au poste d'arrière gauche au CA Bordj Bou Arreridj.

## Biographie
Takfarinas Ouchène évolue en première division algérienne avec les clubs de l'Olympique de Médéa, du MC Oran et du CA Bordj Bou Arreridj. Il dispute 45 matchs en Ligue 1.

## Palmarès

### En club
Olympique de Médéa
- Championnat d'Algérie D2 (1) :
  - Champion : 2015-16.